# V.42bis
V.42bis er en kommunikationsprotokol, der bruges af analoge modemmer.